# نصف دولار الذكرى الـ 250 لجورج واشنطن
نصف دولار الذكرى الـ 250 لجورج واشنطن هي عملة تذكارية أصدرتها دار سك العملة الأمريكية في عام 1982 لإحياء الذكرى الـ 250 لميلاد جورج واشنطن. تمت الموافقة على العملة المعدنية بموجب قانون عام. 97–104.

## تاريخ
كان نصف الدولار المخصص للاحتفال بالذكرى السنوية الـ 250 لجورج واشنطن أول عملة تذكارية حديثة للولايات المتحدة. وكان إنتاج العملات التذكارية التقليدية قد انتهى سابقًا في عام 1954 مع نصف دولار كارفر-واشنطن ‏ .
تظهر الجهة الأمامية للعملة صورة لجورج واشنطن على ظهر حصان. أما الجهة الخلفية فتظهر منزله في مونت فيرنون. يظهر على الوجه الأمامي: "جورج واشنطن"، "الحرية"، "الذكرى الـ250 للميلاد" وتاريخ "1982". أما الوجه الخلفي: "الولايات المتحدة الأمريكية"، "بالله نثق"، و "نصف دولار".

## الإنتاج
سمح القانون العام رقم 97-104 بإصدار إجمالي قدره 10,000,000 قطعة نقدية. تم إنتاج نوعين من العملة المعدنية، واحدة بلمسة نهائية تجريبية (عملة إثبات) (سُكَّت في دار سك العملة في سان فرانسيسكو مع علامة "S") والأخرى بإثبات غير متداول (سُكَّت في دار سك العملة في دنفر مع علامة "D").
تم إنتاج وبيع ما مجموعه 4,894,044 عملة إثبات و2,210,458 عملة غير متداولة.